# Naoya Tamura (voetballer)
Naoya Tamura (Japans: 田村 直也; Tokio, 20 november 1986) is een Japans voetballer (middenvelder) die sinds 2014 voor de Japanse tweedeklasser Tokyo Verdy uitkomt. 